# ANBO-III
АНБО-III (лит. ANBO-III) — литовский ближний разведчик и учебно-тренировочный самолёт конструкции Антанаса Густайтиса (лит. Antanas Gustaitis).